# Raphia hookeri
Espèce
Synonymes
- Raphia angolensis Rendle[2]
- Raphia gigantea A.Chev.[2]
- Raphia hookeri var. planifoliola Otedoh[2]
- Raphia longirostris Becc.[2]
- Raphia maxima Pechuël-Loesche[2]
- Raphia sassandrensis A.Chev.[2]
- Sagus hookeri (G.Mann & H.Wendl.) Rollisson[2]

Raphia hookeri  est une espèce d'abres de la famille des Arecaceae (les palmiers) et du genre Raphia, présente en Afrique tropicale.
Son épithète spécifique hookeri rend hommage au botaniste britannique Joseph Dalton Hooker.

## Description
C'est un palmier à feuilles pennées engainantes ordinairement très grandes (plusieurs mètres) ! Ces feuilles sont vert foncé et luisantes au-dessus, cireuses et glauques au-dessous, et sont insérées de manière alterne spiralée sur l’axe porteur. Les fruits, caractéristiques, sont couverts d’écailles imbriquées et renferment de 1 à 3 graines. Cet arbre à un faux tronc (stipe) d’une largeur souvent inférieure à 30 cm.
On admet généralement que ces palmiers ne fleurissent qu’une fois et meurent après la floraison (espèce monocarpique). 

## Distribution et habitat
Il est présent dans la majorité des pays du pourtour du Golfe de Guinée (côtiers ou adjacents surtout). Raphia hookeri est présent dans les marais et bas-fonds d’eau douce et aux bords des rivières. On parle ainsi d’une espèce hélophyte. Il ne tolère généralement pas les conditions salines ; près de la côte, il est souvent remplacé par Raphia palma-pinus.

## Liste des variétés
Selon Tropicos (11 juillet 2019) (Attention liste brute contenant possiblement des synonymes) :
- variété Raphia hookeri var. planifoliola Otedoh
- variété Raphia hookeri var. rubrifolia Otedoh

## Utilisation

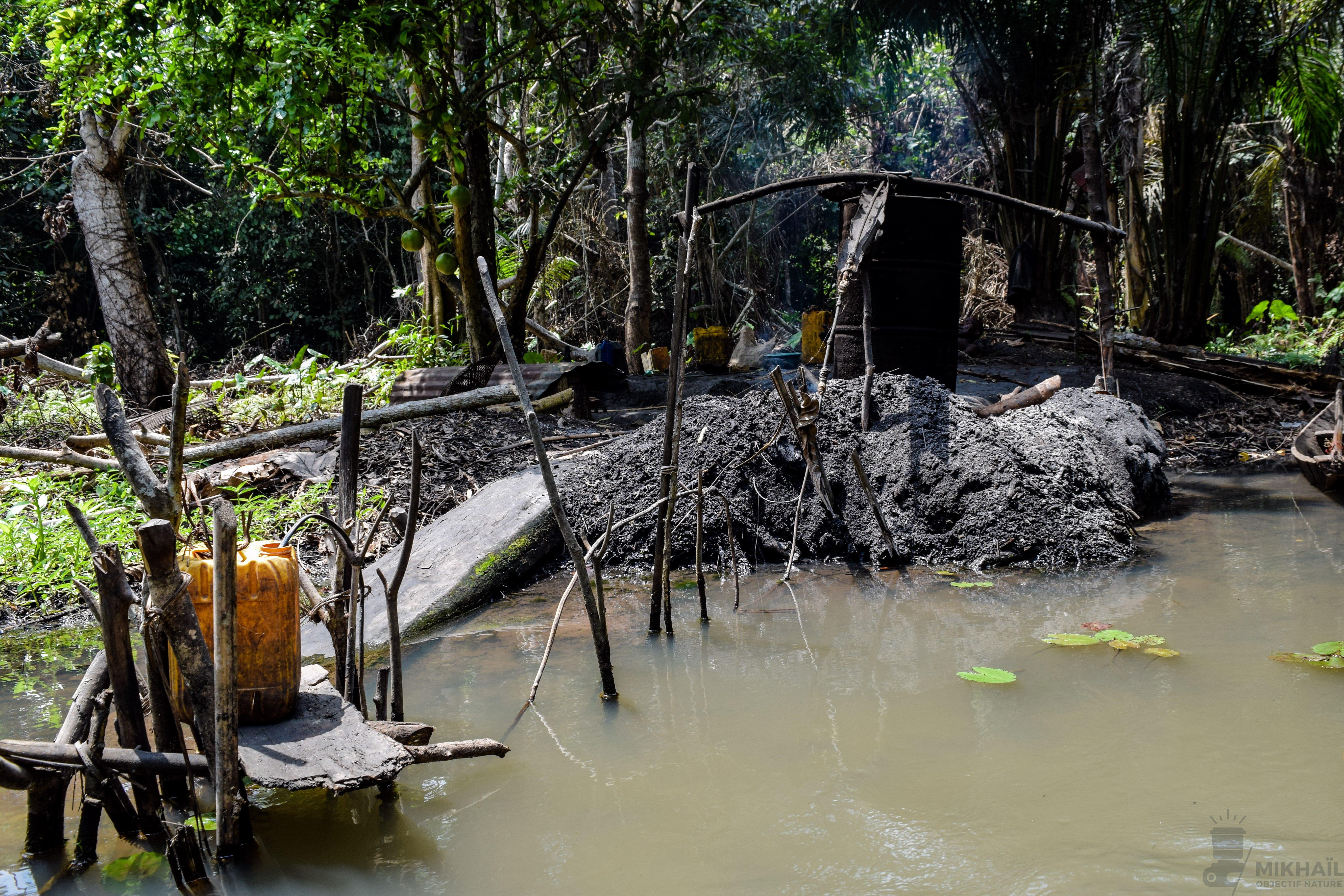
Préparation d'alcool de raphia dans la forêt de Lokoli.